# Julien Joseph Ducorron

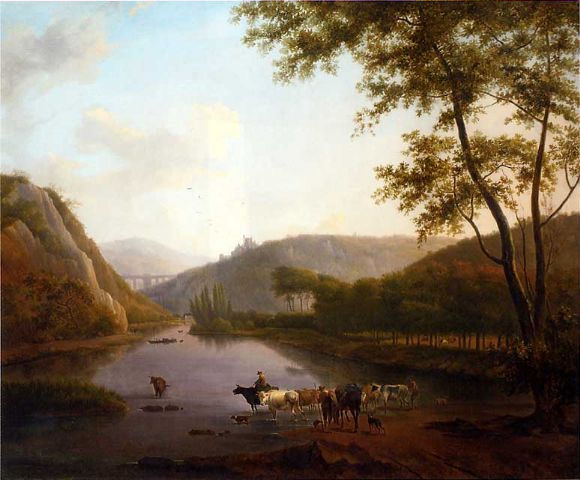
Landschap (1813)

Julien Joseph Ducorron (Aat, 15 november 1770 – aldaar, 22 maart 1848) was een Belgisch kunstschilder gespecialiseerd in landschappen en taferelen met dieren.

## Persoonsgegevens
Ducorron werd geboren te Aat als zoon van Jean François (ovl. Aat, 7 november 1795) en Marie Elisabeth Desprez (ovl. Aat, 22 februari 1773). Hij huwde te Aat op 16 juli 1806 met Henriëtte Julie Charlotte Evrard, wier vader toen handelaar was te Geraardsbergen.

## Levensloop
De familie Ducorron was een geachte en gegoede familie van handelaars. Ducorrons vader heeft zich steeds tegen een kunstenaarsloopbaan van zijn zoon verzet. Dat is de reden waarom Ducorron pas op gevorderde leeftijd – na het overlijden van zijn vader – van een academische schilderopleiding ernstig werk kon maken. Die genoot hij omstreeks 1795-1800 in het atelier van de neoklassieke Antwerpse dieren- en landschapschilder Balthasar-Paul Ommeganck. Ducorron zou in zijn schilderijen het concept van zijn leraar overnemen, maar het gaandeweg romantiseren. Het resultaat waren landschappen met vee, veelal gesitueerd in de Ardennen en in de streek rond Aat of Geraardsbergen, met een voorkeur voor belichtingen bij opkomende of ondergaande zon of effecten van naderend onweer: een bucolische dierenschilderkunst, zonder schaduwzijden of naturalistische inbreng.
Ducorron genoot heel wat waardering, wat destijds vaak tot uiting kwam in de toekenning van eremetalen en andere vormen van eerbetoon: - 1812: Prijs van de Stad Gent, - 1812: Lidmaatschap van de Maatschappij van Schone Kunsten te Gent; - 1813: Gouden medaille te Brussel; - Gouden medaille te Tournai; medailles te Douai, Cambrai en Arras.
Ook was Ducorron met een schilderij vertegenwoordigd in het “Paviljoen” te Haarlem, destijds een museum van eigentijdse Belgische en Nederlandse kunst. In 1832 maakte Ducorron deel uit van de jury voor de Romeprijs. Tijdens deze sessie werd Antoine Wiertz laureaat en Théodore Schaepkens tweede.
Van 1809 af combineerde Ducorron zijn schilderscarrière met de betrekking van directeur van de kunstacademie te Aat. Zijn belangrijkste leerlingen waren toevallig beiden afkomstig uit Geraardsbergen: Ildephonse Stocquart en Emile Bert; verder vermelden we de historieschilder Lambert-Joseph Mathieu (1804-1861) en de Aatse stillevenschilderessen Adèle Evrard en Elisa Mercier. Het leven van Ducorron, die in het afgelegen Aat woonde, is overigens arm aan speciale, vermeldenswaardige feiten.

## Tentoonstellingen
Ducorrons creaties waren regelmatig te zien in de diverse salons in binnen- en buitenland:
- Brussel, 1811: “Boslandschap nabij Aat – Herfst”; “Einde van de dag. Figuren en dieren”;
- Antwerpen, 1813: “Naderend onweer met vee en herdersfamilie”; “De molen te Langre – St. Martin nabij Chièvre bij zonsondergang”;
- Den Haag, 1817: “Gezicht bij Spa”
- Douai, 1819: “Maanlicht. Wed nabij Chaudfontaine op de Vesder”, “Een watermolen te Marck op de steenweg van Aat naar Edingen” “Terugkeer van de jacht in een bos waardoor een grote weg loopt”, “Rustieke brug bij een vervallen hoeve in het dorp Erchouwelz in de buurt van Aat. Gestoffereerd met personages en dieren”, “Ingang van een bos in de Ardennen. Een grote zandweg leidt ernaartoe. Jagers in volle jacht met lopende jachthond. Naar de natuur.”, “Landschap met waterval. Gezicht te Pruyon nabij Chaudfontaine. Werklieden leggen en dijk aan”, “Landschap te Fumay bij maanlicht. Een eenzame bader draagt toe tot de stilte van een mooie zomernacht.”Naar de natuur”.
- Gent, Driejaarlijks Salon 1820
- Amsterdam, 1820: “Een waterval in de Ardennen”
- Den Haag, 1821: “Italiaans landschap met figuren”, “Een landschap met jagende figuren en honden”
- Douai, 1821: "Landschap in de Ardennen. Reizigers laten hun paarden drinken aan een fontein", "Molen van Rochefort"
- Mechelen, 1821
- Amsterdam, 1822: “Bergachtig landschap met een watermolen in de omtrek van La Roche (Ardennen) bij ondergaande zon”
- Rijsel, 1822
- Douai, 1823
- Amsterdam, 1824: “Gezicht bij Vianden, in het Groothertogdom Luxemburg, bij maneschijn”, “De ruïne van een stulp aan de voet van een rots in de Ardennen”
- Douai, 1825
- Den Haag, 1825: “Landschap met waterval bij Vianden”, “Landschap met waterval in de omstreken van Thuin”
- Amsterdam, 1826: “Maneschijn. Landschap te Aat”, “Gezicht in de Ardennen”
- Cambrai, 1826
- Den Haag, 1827: “Landschap in de nabijheid van Aat”
- Amsterdam, 1828: “Watermolen bij Enghien”
- Cambrai, 1828
- Douai, 1829
- Brussel, Driejaarlijks salon 1836
- Brugge, 1837: “In de Ardennen” (tweemaal)
- Cambrai, 1838: "Pasage over de Vesder nabij Chaudfontaine"
- Den Haag, 1839: “Landschap”
- Antwerpen, Salon 1840: “De Montagne de l’hermitage te Thuin”, “Gezicht nabij Tongeren, op de weg naar Hasselt”, “Gezicht van een brug met waterval in de Ardennen”.
- Amsterdam, 1840: “Landschap in de Ardennen met rustplaats van jagers”, “Ruïne van een oud klooster in de omtrek van Rochefort in de Ardennen”
- Den Haag, 1841: “Landschap in de Ardennen bij storm; met figuren”
- Den Haag, 1845: “Waterval in de Ardennen met jagers”, “Bouwallige boerewoning bij een brug; met figuren en vee”

## Situering
Ducorron was een dierenschilder die in dezelfde periode werkte als Eugène Verboeckhoven en zijn leerlingen.

## Musea
- Aat, Gemeentelijke verzameling
- Aat, St. Julienkerk
- Amsterdam, Rijksmuseum
- Cambrai
- Bergen (Mons), BAM.

- Biografisch Portaal: 40851455
- RKD-Nederlands Instituut voor Kunstgeschiedenis: 24559
- Union List of Artist Names: 500087232
- Virtual International Authority File: 96313339